# 1. FC Michelau
Der 1. FC Michelau ist ein im Jahr 1909 gegründeter deutscher Sportverein mit Sitz in der bayerischen Gemeinde Michelau in Oberfranken im Landkreis Lichtenfels.

## Geschichte

### Gründung bis Zweiter Weltkrieg
Der Verein wurde im Jahr 1909 gegründet und bekam am 19. Mai einen Platz zur Verfügung gestellt. Bereits am 6. Juni desselben Jahres fand dort dann das erste Fußballspiel für den Verein statt. Der Gegner war der FC Lichtenfels, welcher mit 7:1 das Spiel gewinnen konnte. Zur Saison 1913/14 stieg die Mannschaft in das Gau Südthüringen innerhalb der Mitteldeutschen Meisterschaft des VMBV auf. Dort spielte die Mannschaft jedoch kein einziges Spiel. Während des Ersten Weltkriegs wurde der Spielbetrieb des Vereins von den Kickers aufrechterhalten, mit welchen der Verein nach dem Ende des Krieges am 23. Dezember 1918 auch fusionierte. Im nächsten Jahr wurde dann der Sportplatz an die Bahnhofstraße verlegt.
In der Saison 1923/24 und der Saison 1927/28 wurde der Verein dann Meister in der Kreisliga Unterfranken, jedoch gelang dem Verein in beiden Saisons nicht der Aufstieg. Im Jahr 1933 nahm der Verein dann noch die Mitglieder des aufgelösten Arbeiter-Sportvereins auf. Während des Zweiten Weltkriegs kam der Spielbetrieb relativ zum Erliegen. In der Saison 1944/45 durfte der Verein dann jedoch in der Gauliga Bayern antreten. Über ausgetragene Spiele in dieser Saison ist jedoch nichts bekannt.

### Nachkriegszeit
Nach dem Ende des Krieges kam es am 11. November 1945 zu einem ersten Spiel gegen Gaustadt, welches jedoch mit 3:1 verloren wurde. Mit der Meisterschaft in der Saison 1948/49 gelang dann zur nächsten Saison der Aufstieg in die Kreisliga Oberfranken West. Nach der Spielzeit 1952/53 ging es dann weiter höher in die 1. Amateurliga Bayern. Die erste Saison dort konnte die Mannschaft mit 23:33 Punkten über den 12. Platz die Spielklasse halten. Nach der Saison 1954/55 klappte es mit 31:17 Punkten dann aber sogar mit dem dritten Platz. Die Zeit in der 1. Amateurliga endete dann auch mit dem Ende der Zweigleisigen Liga nach der Saison 1962/63, bedingt durch den 13. Platz und 28:36 Punkten musste der Verein zur nächsten Saison in die Landesliga Bayern absteigen. Danach spielte der Verein immer wieder in der Bezirksliga-West als auch in der A-Klasse.

### Heutige Zeit
In der Saison 2004/05 spielte der Verein in der Kreisklasse – Kreis Coburg / Kronach und konnte am Ende mit 70 Punkten den zweiten Platz erreichen. Nach immer wieder oberen Plätzen reichte es jedoch nie für den Aufstieg. Nach der Saison 2014/15 folgte gar mit nur 26 Punkten und dem 13. Platz die Teilnahme an einem Relegationsspiel gegen die SpVgg Dietersdorf welches allerdings mit 4:2 gewonnen werden konnte. Nach der Saison 2016/17 musste die Mannschaft mit 23 Punkten über den 15. Platz aber dann doch absteigen. Die folgende Saison in der A-Klasse konnte die Mannschaft jedoch sofort mit 76 Punkten und der Meisterschaft abschließen und stieg somit wieder in die Kreisklasse auf. Somit spielt die Mannschaft bis heute in der Kreisklasse.

## Bekannte Spieler
- Nick Proschwitz (Jugend)